# Dendropsophus ebraccatus
Dendropsophus ebraccatus, tiếng Anh thường gọi là hourglass tree frog, là một loài ếch thuộc họ Nhái bén.
Loài này có ở Belize, Colombia, Costa Rica, Ecuador, Guatemala, Honduras, México, Nicaragua, và Panama.
Môi trường sống tự nhiên của chúng là rừng ẩm vùng đất thấp nhiệt đới hoặc cận nhiệt đới, vùng núi ẩm nhiệt đới hoặc cận nhiệt đới, đầm nước ngọt, đầm nước ngọt có nước theo mùa, vùng đồng cỏ, các đồn điền, rừng thoái hóa nghiêm trọng, và ao.
Chúng hiện đang bị đe dọa vì mất môi trường sống.
Loài ếch này sinh sản khác so với hầu hết các loài ếch khác. Nó có thể đẻ trứng trên mặt đất hoặc trên mặt nước tuỳ thuộc vào môi trường xung quanh. Nếu có bóng râm, nó sẽ đẻ trứng trên lá của cây cỏ quanh ao hồ. Nếu ít hoặc thiếu bóng râm, nó sẽ đẻ trứng xuống nước, thường dính vào cây cỏ trên mặt nước. Trong cả hai trường hợp, nòng nọc đều sống sót. Đây là động vật có xương sống duy nhất được biết đến có khả năng đẻ trứng cả trong nước lẫn trên bờ.

## Hình ảnh

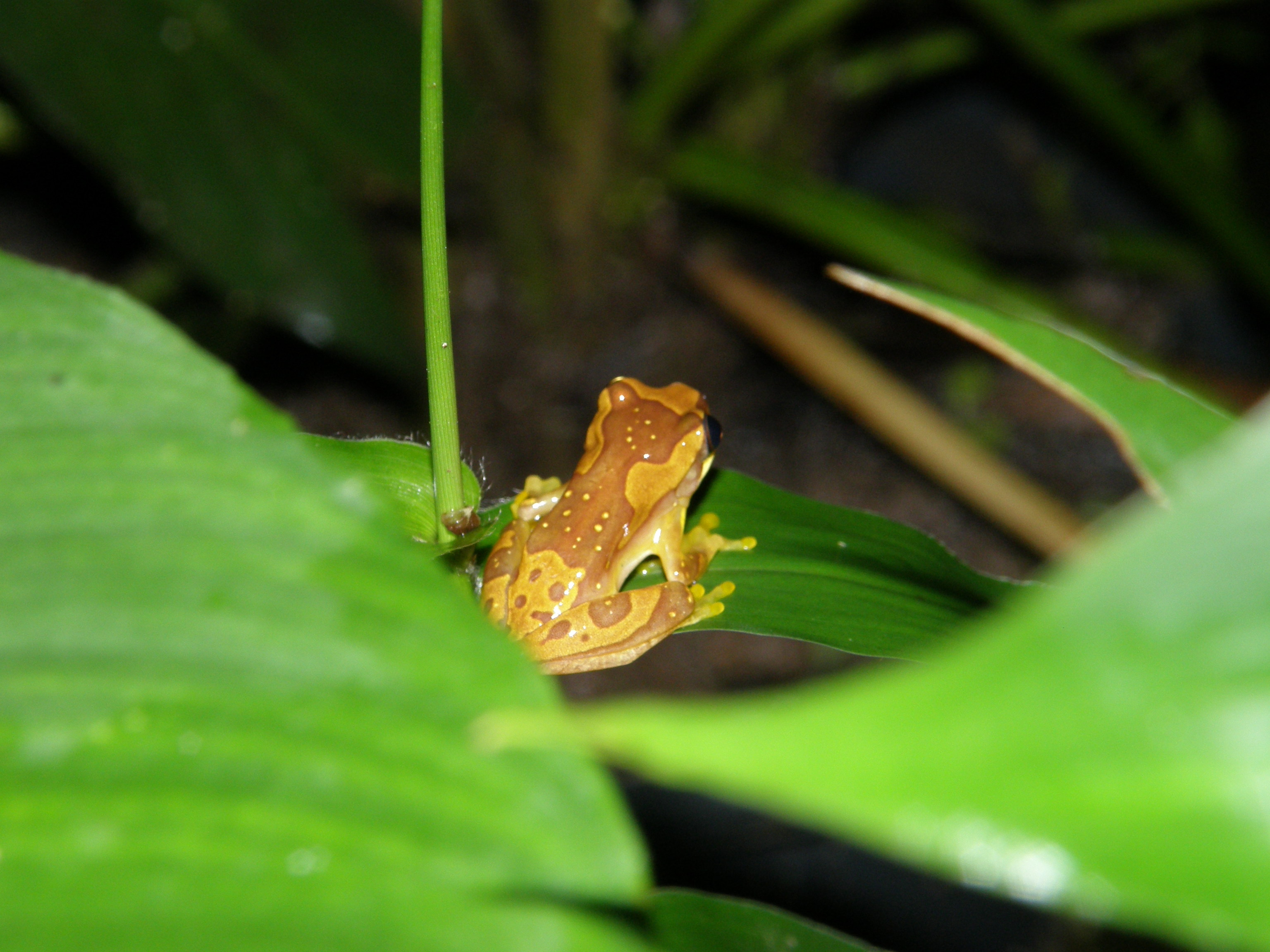
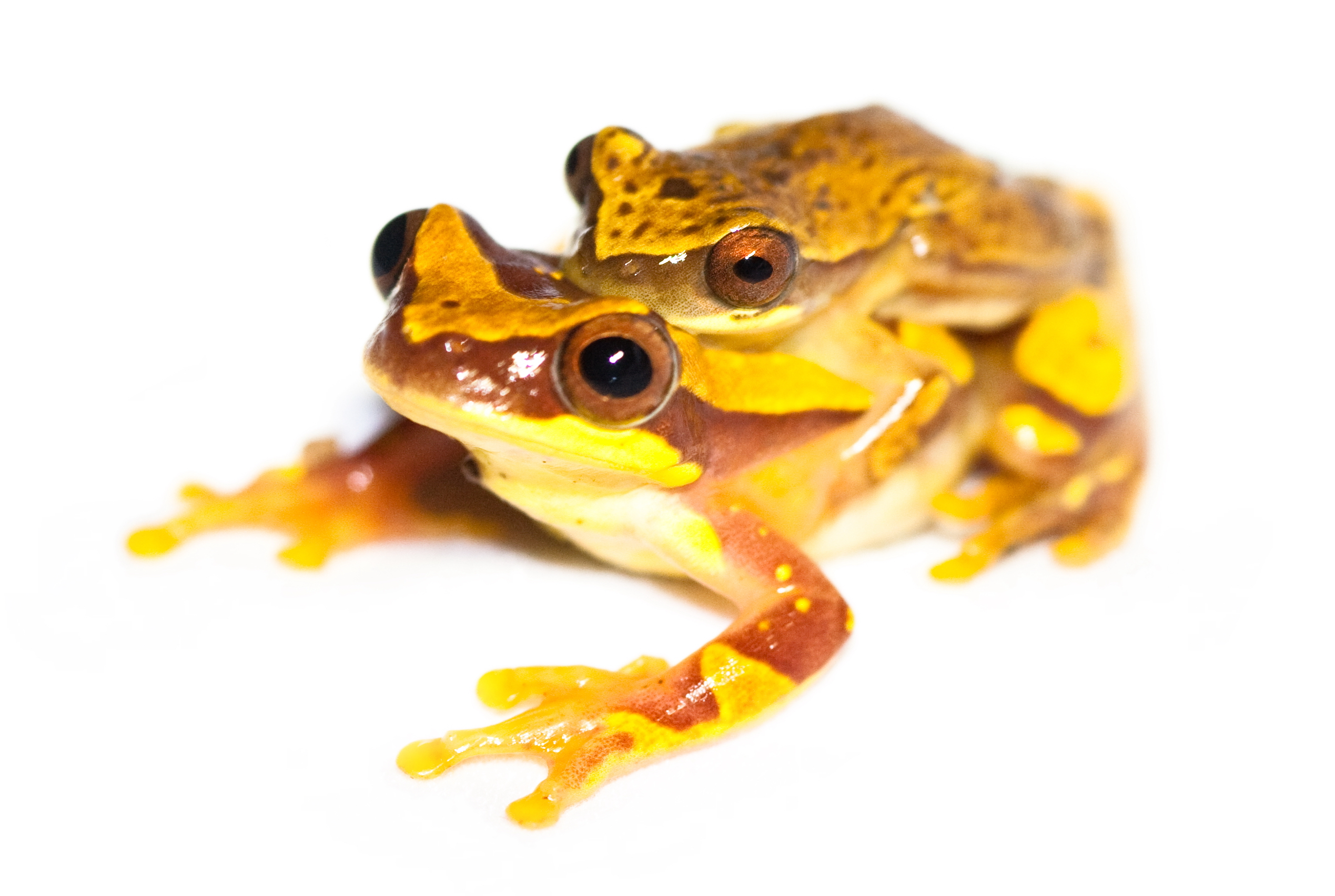
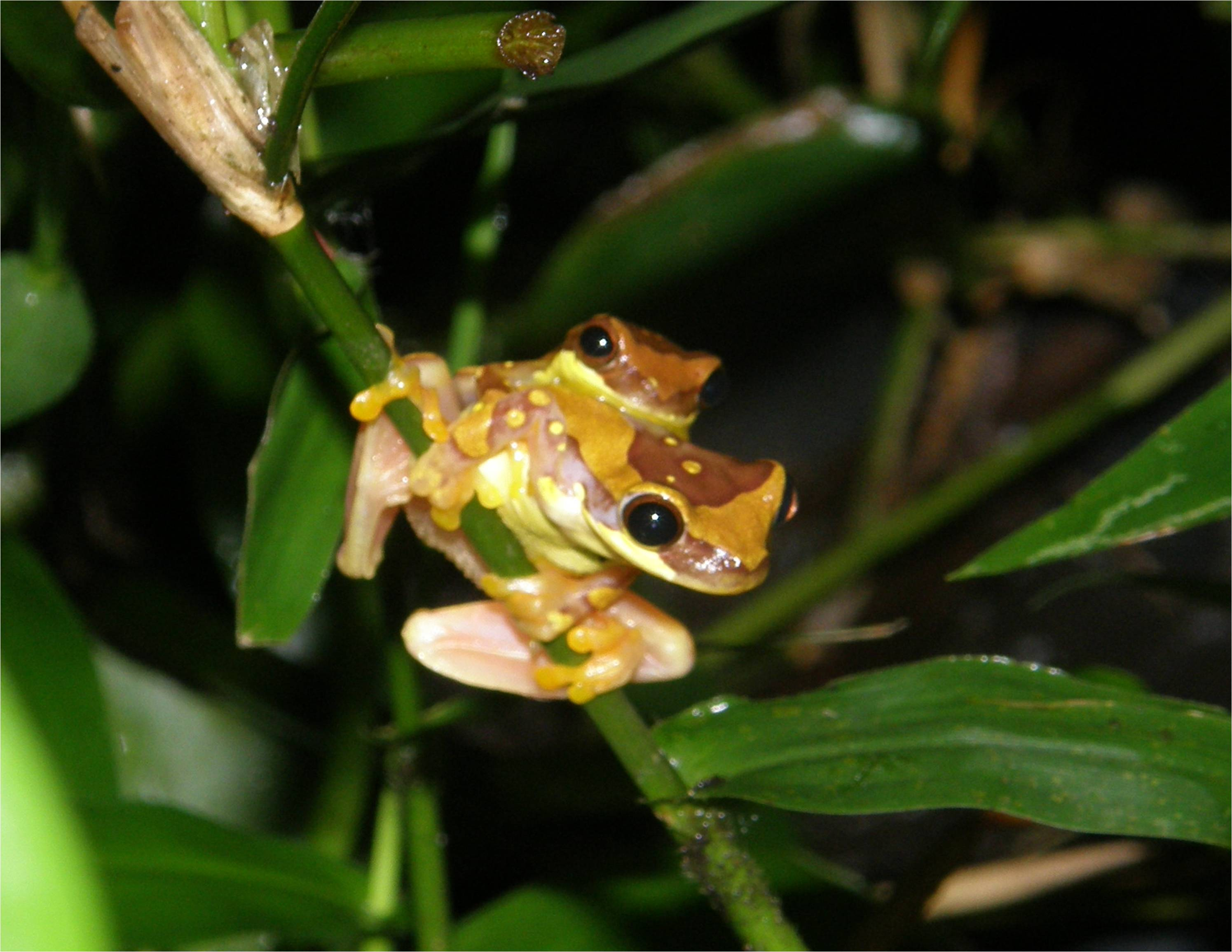
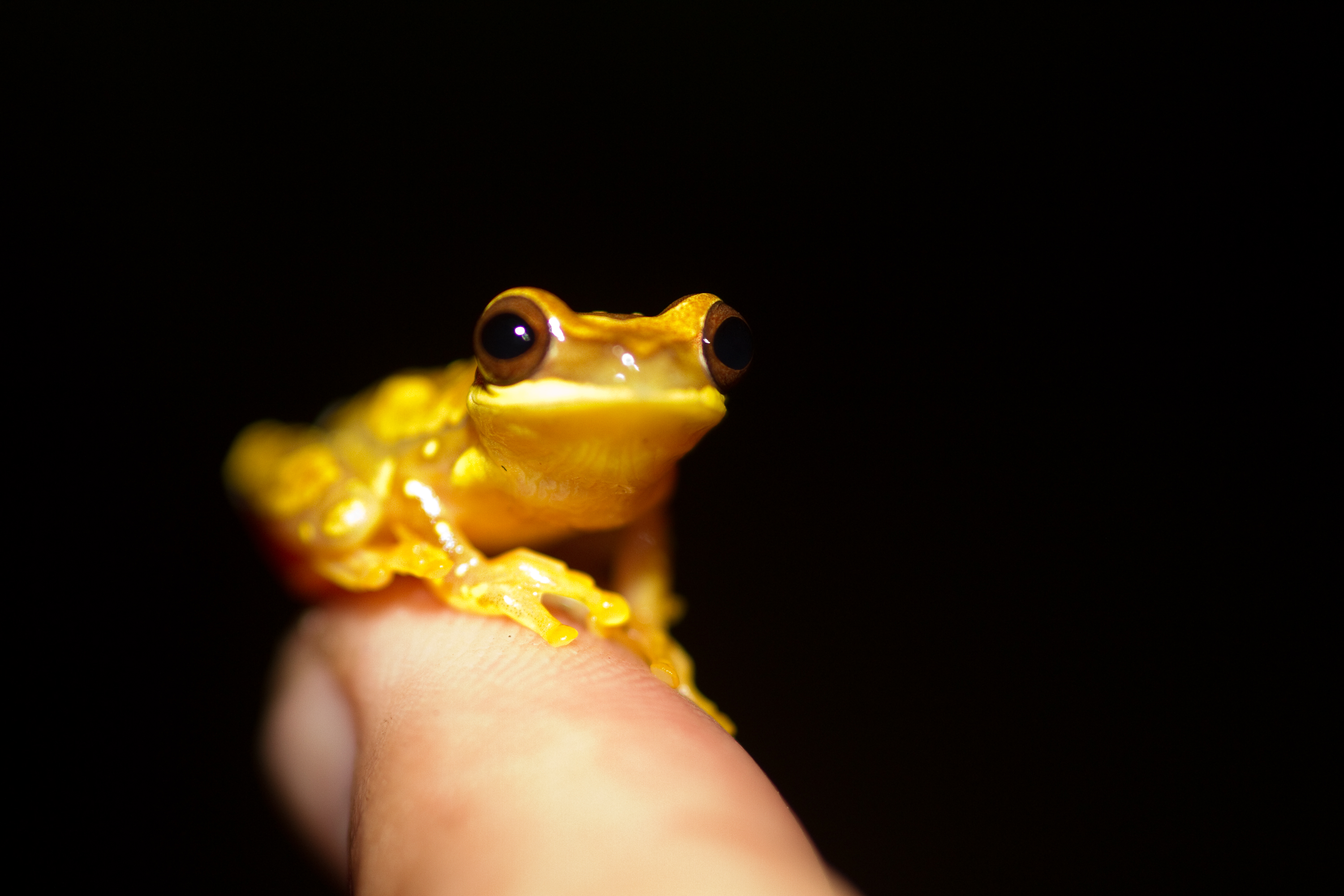